# Sapromyza rubricornis
Sapromyza rubricornis är en tvåvingeart som beskrevs av Becker 1907. Sapromyza rubricornis ingår i släktet Sapromyza och familjen lövflugor. Inga underarter finns listade i Catalogue of Life.